# Mareyopsis
Mareyopsis é um género botânico pertencente à família Euphorbiaceae.

## Espécies
- Mareyopsis longifolia
- Mareyopsis oligogyna

## Nome e referências
Mareyopsis Pax & K. Hoffm.